# Batterij Dietl

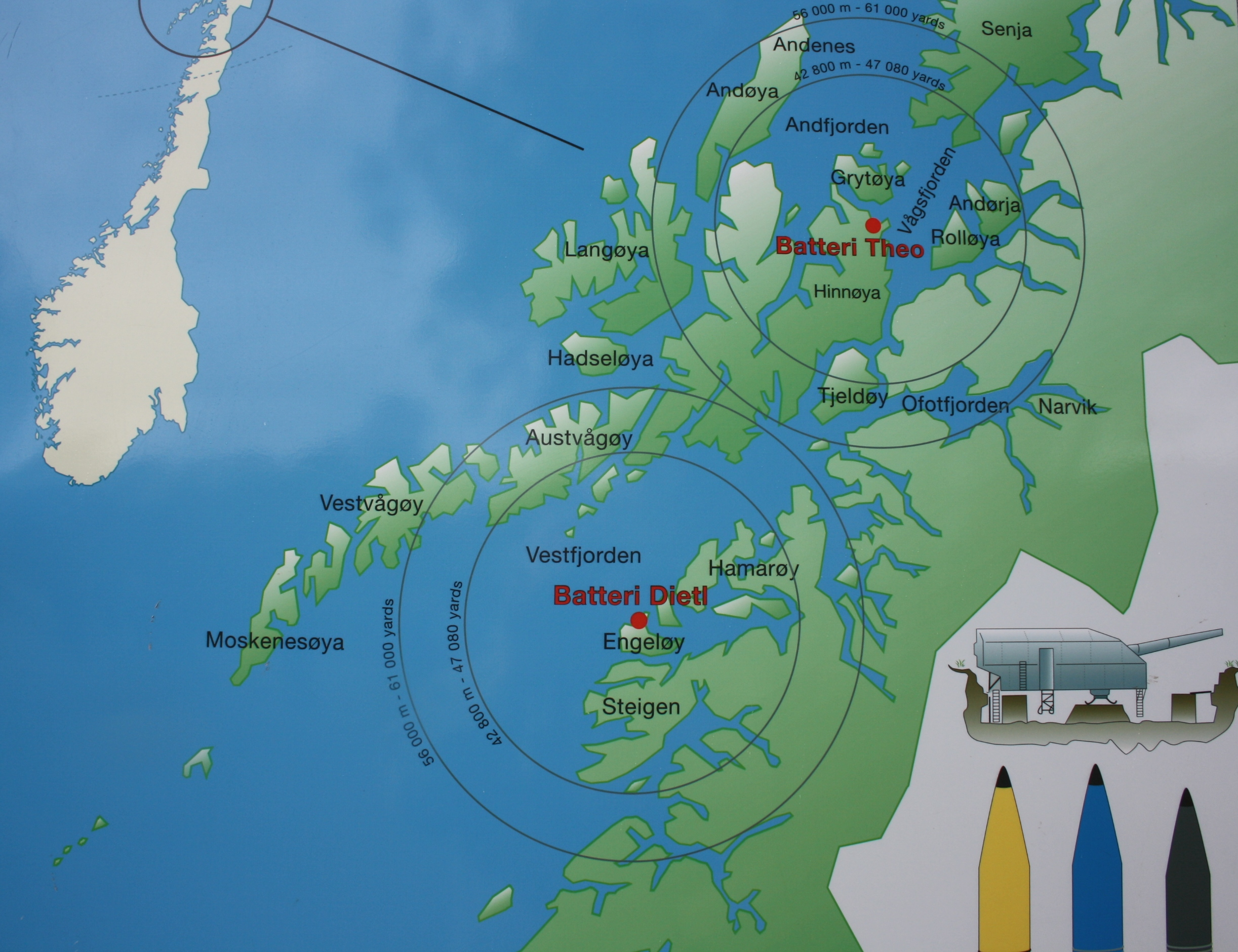
Kaart met de posities van Batterij Dietl en Batterij Theo en de reikwijdte van de kanonnen

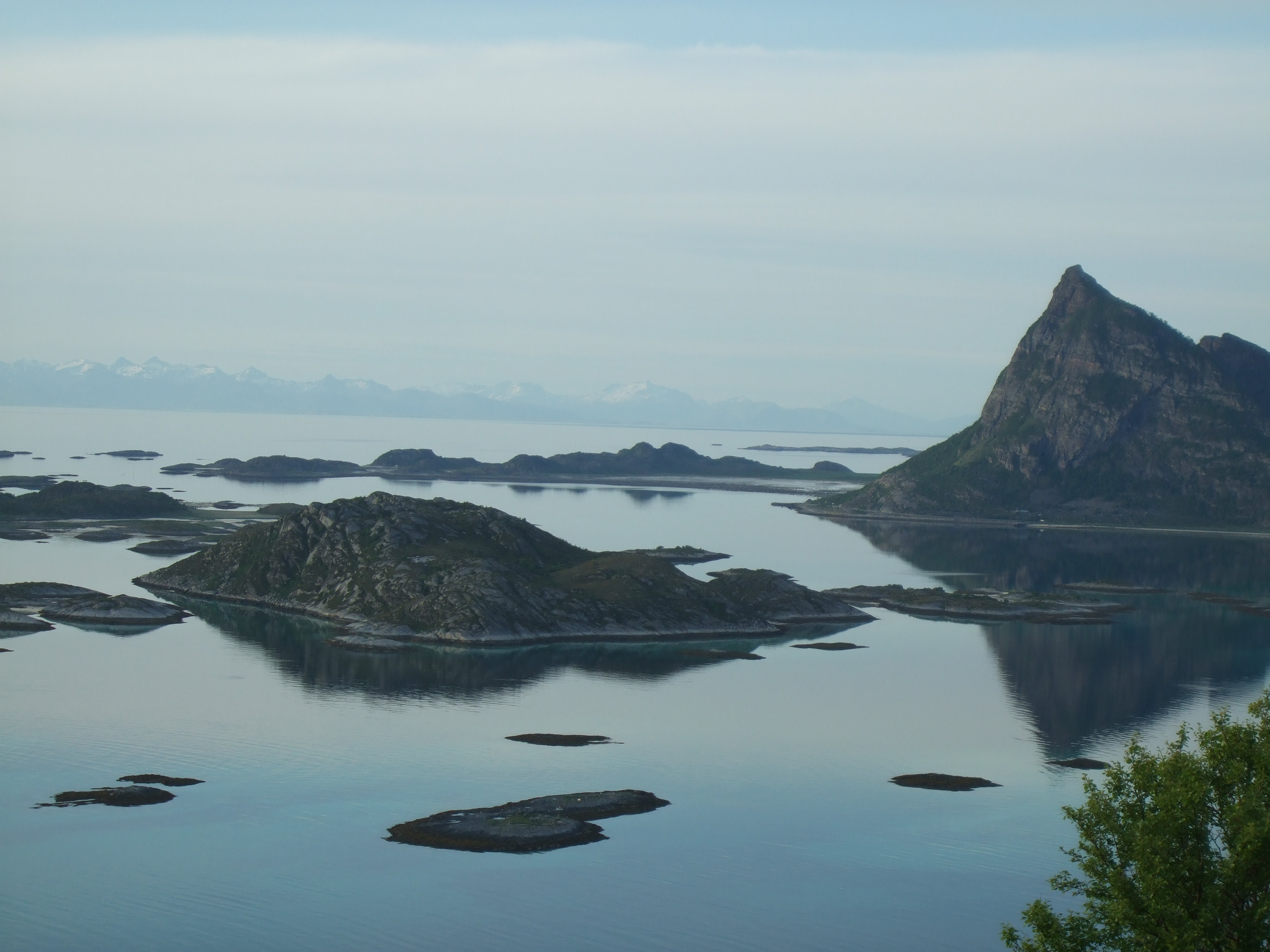
Het schiereilandje Grådusan (midden achter op de foto) waar Batterij Dietl was gepositioneerd

Batterij Dietl was een van de twee kustbatterijen in Noord-Noorwegen, die door de Duitse Wehrmacht tijdens de Tweede Wereldoorlog met inzet van krijgsgevangenen en dwangsarbeiders gebouwd werden om de ijzerertshaven van Narvik tegen aanvallen vanuit zee te verdedigen. Batterij Dietl stond opgesteld op het eiland Engeløya aan de zuidwestelijke zeetoegang via het Vestfjord en Batterij Theo stond opgesteld op het eiland Hinnøya aan de noordelijke zeetoegang. Beide maakten deel uit van de Atlantikwall.
Batterij Dietl werd in 1944 vernoemd naar generaal Eduard Dietl, die bij de Operatie Weserübung een belangrijke rol had gespeeld en in dat jaar bij een vliegtuigongeluk om het leven kwam. De bewapening bestond uit drie zogenoemde 'Adolf'-kanonnen met een kaliber van 40,6 centimeter, die granaten konden afvuren met een bereik van 56 kilometer. Een afstand waarmee ook de eilanden van de tegenoverliggende Lofoten konden worden bereikt. Bij de bouw van Batterij Dietl kwamen 514 Sovjet-krijgsgevangenen om het leven.

## Bouw en bewapening
Batterij Dietl was gelegen in het dorp Bø op het eiland Engeløya in de gemeente Steigen in de Noorse provincie Nordland. Restanten van de batterij zijn daar nog steeds aanwezig. De bouw begon in de zomer van 1942 onder leiding van de Duitse bouwmaatschappij Organisation Todt. Tussen 5.000 en 7.000 Duitse soldaten, ingenieurs en gespecialiseerde ambachtslieden werden gestationeerd in het dorp Bø, voorheen een afgelegen gehucht zonder elektriciteit of wegen. De burgerbevolking van Bø werd in de zomer van 1943 bevolen binnen drie dagen te vertrekken. De bouw van de batterij werd uitgevoerd door 2000 krijgsgevangenen uit de Sovjet-Unie en 3000 dwangarbeiders uit Noorwegen en andere Europese landen. Daarbij kwamen 514 Sovjet-krijgsgevangenen om, de meesten al in de eerste winter. 
Voor het enorm zware geschut werd een speciale weg aangelegd. Reeds in augustus 1943 waren twee van de kanonnen operationeel, en vanaf januari 1944 stond de laatste op zijn plaats. De batterij werd echter tot het einde van de oorlog verder uitgebreid en versterkt. Het verdedigingscomplex groeide uit tot een van de grootste locaties in Noord-Noorwegen, uitgerust met een bioscoop, ziekenhuis, kazernes, kantines en bordelen, waar vrouwen uit Duitsland en Polen naar toe werden gebracht. Rondom de batterij werden radarinstallaties, weerstations en een commandocentrum gebouwd, vol met nieuw ontwikkelde apparatuur. De bunkers hadden meerdere ondergrondse verdiepingen.
De hoofdbewapening van de batterij bestond uit drie 40,6 cm SK C/34 kanonnen (SK is de afkorting voor 'Schnellladekanone'), de zogenoemde Adolf-kanonnen. Oorspronkelijk zouden er 4 kanonnen zijn geweest, maar één kanonloop ging tijdens het transport naar Noorwegen op zee verloren. Deze kanonnen waren oorspronkelijk bedoeld voor zware slagschepen, die echter nooit zijn gebouwd. 
Een kanonloop had een lengte van 21,5 meter en een gewicht van 158 ton. Het bereik was 56 kilometer met de 600 kilo lichte Adolf-granaten en 42,8 kilometer met de zware standaard granaten van iets meer dan een ton. De kanonnen konden ongeveer één schot per minuut afvuren bij een hellingshoek van minder dan 20 graden. Boven de 20 graden bedroeg de vuursnelheid ongeveer twee minuten per schot.
De bemanning bestond uit 68 man per kanon en ploeg, met drie ploegen per dag. Van hen werkten 20 man in de geschutstoren en de rest elders in de bunker voor de munitievoorziening. De ringvormige basis van de geschutstoren, die uit staal en gewapend beton bestond, had een diameter van 29 meter.
Met de kanonnen zijn alleen proefschoten afgevuurd; hun inzet was, alleen al door de dreiging, niet noodzakelijk. Het Adolf-kanon was niet het zwaarste kanon van de Duitsers. Het Dora-kanon was bijna twee keer zo zwaar, met een kaliber van maar liefst 80 cm. Het vuurde granaten van ongeveer vier ton af en werd in juni 1942 in de Sovjet-Unie gebruikt tijdens de Belegering van Sebastopol.

## Oorlogsmuseum
De batterij werd na de oorlog overgenomen door de Noorse Defensie, maar was niet operationeel. In 1956 werd de batterij ontmanteld en de kanonnen afgevoerd en omgesmolten. In een van de geschutsbunkers is nu een museum gevestigd, dat deel uitmaakt van het Nordlandmuseum (Noors: Nordlandsmuseet) in Bodø. Batterij Dietl hoorde bij de Duitse Kriegsmarine, dus sliepen de soldaten er in hangmatten. De haken zijn er nog steeds, met de familienamen van de soldaten geschreven in gotisch schrift.

## Afbeeldingen

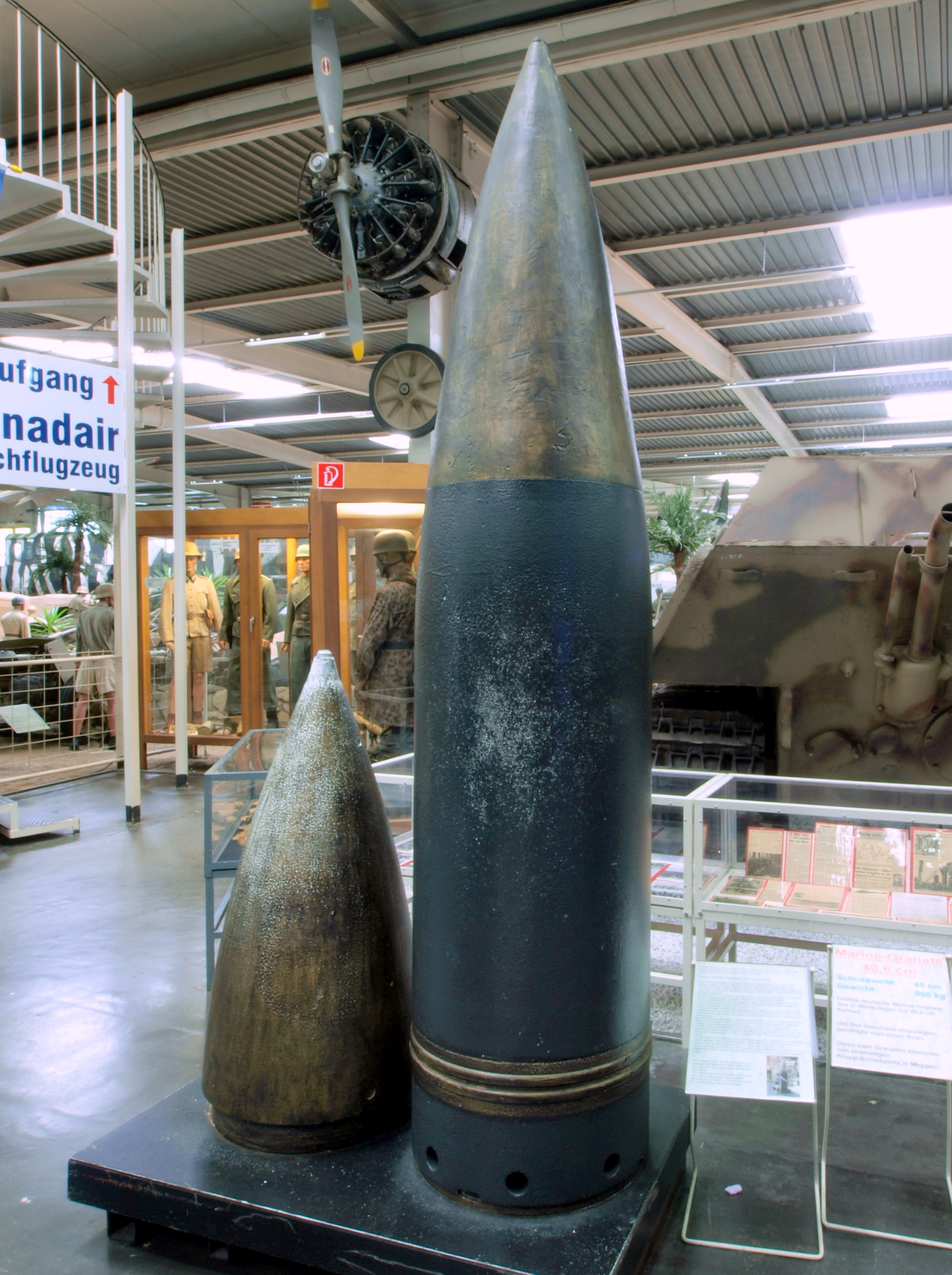
Een 40,6 cm granaat van Krupp, die in de Adolf-kanonnen werden gebruikt